# Charmarite
La charmarite (simbolo IMA: Char) è un minerale del supergruppo dell'idrotalcite e del gruppo della quintinite appartenente alla famiglia dei "nitrati e carbonati" con composizione chimica Mn2+4Al2(CO3)(OH)12 • 3(H2O).
Di questo minerale sono noti due politipi: la charmarite-2H e la charmarite-3T.

## Etimologia e storia
Il nome deriva di due mineralogisti amatoriali statunitensi: Charles Weber (char) (1917-2003) e Marcelle Weber (mar) (1918-2003) che scoprirono il minerale.

## Classificazione
La nona edizione della sistematica dei minerali di Strunz, aggiornata dall'Associazione Mineralogica Internazionale (IMA) fino al 2009, elenca la charmarite nella classe "5. Carbonati (nitrati)" e da lì nella sottoclasse "5.D Carbonati con anioni aggiuntivi, con H2O", che è ulteriormente suddivisa in base alle dimensioni dei cationi coinvolti, in modo da trovare il minerale nella sezione "5.DA Con cationi di media dimensione" dove forma il sistema nº 5.DA.40 insieme a caresite e quintinite.
Anche nell'edizione successiva, continuata dal database "mindat.org" e talvolta chiamata Classificazione Strunz-mindat, tale classificazione viene mantenuta invariata, dove però si aggiunge al gruppo anche il minerale temporaneamente chiamato UM1987-05-OH:AlCMg e ancora oggetto di indagine.
Anche nella Sistematica dei lapis (Lapis-Systematik) di Stefan Weiß, la charmarite si trova nella classe dei "nitrati, carbonati e borati" e nella sottoclasse "carbonati idrati, con anioni estranei", dove forma il "gruppo della manasseite" con il numero di sistema V/E.02 insieme a quintinite, caresite, zaccagnaite, idrotalcite-2H, barbertonite e piroaurite-2H.
Infine anche nella classificazione dei minerali secondo Dana, usata principalmente nel mondo anglosassone, la charmarite è elencata nella classe dei "carbonati, nitrati e borati" e nella sottoclasse dei "carbonati idrati contenenti idrossile o alogeno" dove forma il sistema nº 16b.7.16.

## Abito cristallino
La charmarite cristallizza in modi diversi e con differenti parametri a seconda del politipo considerato:
| Politipo      | Sistema cristallino | Gruppo spaziale    | Parametri reticolari            | Unità di formula (Z) | Gruppo puntuale |
| ------------- | ------------------- | ------------------ | ------------------------------- | -------------------- | --------------- |
| charmarite-2H | esagonale           | P6322              | a = 10,985(3) Å, c = 15,10(2) Å | 4                    | 6 2 2           |
| charmarite-3T | trigonale           | P3112 oppure P3222 | a = 10,985(3) Å, c = 22,63(3) Å | 6                    | 3 2             |

## Origine e giacitura
La charmarite si forma nelle zone ossidate dei depositi di uranio-vanadio contenenti piombo si trova associata a francevillite e wulfenite.
La charmarite è un minerale molto raro ed è stato rinvenuto solo in Canada, nella cava di "Poudrette" nel Montérégie.

## Forma in cui si presenta in natura
La charmarite si presenta sotto forma di cristalli tabulari o come cristalli sfaccettati complessi, lunghi diversi cm. Il minerale si presenta con diverse colorazioni dal marrone arancio al marrone chiaro, ma anche blu chiaro o incolore. Il colore del suo striscio è bianco.